# استراتيجية الديناميكيات
تبرز كلمة «ديناميكيات» غالبًا في النقاشات والكتابة حول الاستراتيجية، وتُستخدم في معنيين مختلفين، رغم أنهما على نفس القدر من الأهمية.
تعنى ديناميكيات الاستراتيجية والأداء بـ «مضمون» الاستراتيجية في المبادرات والخِيارات والسياسات والقرارات المعتمدة سعيًا إلى تحسين الأداء، والنتائج التي تنشأ من هذه السلوكيات الإدارية. 
النموذج الديناميكي للعملية الاستراتيجية هو وسيلة لفهم كيفية حدوث الإجراءات الاستراتيجية. إذ يقر بديناميكية التخطيط الاستراتيجي، أي يستلزم وضع الاستراتيجية نموذجًا معقد الإجراءات وردود الأفعال. ويكون مخططًا وغير مخطط جزئيًا.
يُظهر البحث في المؤلفات أن المعنى الأول هو الأقدم والأكثر استخدامًا على حد سواء لـ «استراتيجية الديناميكيات»، ولكن هذا لا يعني التقليل من أهمية الرؤية الديناميكية للعملية الاستراتيجية. 

## النماذج الثابتة للاستراتيجية والأداء
يطغى التقييم الثابت للاستراتيجية والأداء وأدواتهما وأُطرهما على البحوث والكتب المرجعية والممارسة الميدانية. فهي تنحدر من افتراض يرجع تاريخه إلى ما قبل ثمانينيات القرن العشرين بأن ظروف السوق والصناعة تحدد مدى متوسط أداء الشركات في قطاع معين، والنطاق المتاح أمام أي شركة للقيام بأداء أفضل أو أسوأ من ذلك المتوسط. على سبيل المثال، تشتهر صناعة الخطوط الجوية بأنها غير مربحة، إلا أن بعض الشركات تحقق أرباحًا استثنائيةً بشكل لافت. 
وضع مايكل بورتر نموذج «القوى الصناعية» عام 1980على نحو أكثر رسوخًا في كتابه الفريد «الاستراتيجية التنافسية»، والذي ما تزال أفكاره تشكل أساس التحليل الاستراتيجي للعديد من الشركات الاستشارية والاستثمارية. كان ريتشارد روميلت 1991 من أوائل من دحض هذا الافتراض حول قوة «القوى الصناعية»، إذ أصبح من المعروف تمامًا منذ ذلك الحين أن عوامل الأعمال التجارية تعد قوى محفزة وذات أهمية أكثر للأداء من العوامل الصناعية، وهذا يعني في جوهره أنه يمكنك أن تبلي بلاء حسنًا في الصناعات الحرجة، في حين ستعاني في الصناعات التي يبلي الآخرون فيها جيدًا. رغم استمرار البحث في الأهمية النسبية لعوامل القطاع الصناعي والعوامل الخاصة بالشركات، يتمحور النقاش في الوقت الحالي أساسيًا حول إدارة المسائل الاستراتيجية.
أتاح الاهتمام المتنامي في كيفية قيام بعض مؤسسات الأعمال في قطاع صناعي ما بأداء أفضل من غيرها ظهور «الرؤية القائمة على الموارد» (آر بي في) للاستراتيجية (مقالة ويرنرفيلت 1984، بارني 1991، غرانت 1991)، والتي تبتغي اكتشاف موارد الأداء المتفوق الخاص بالشركة، أصبح هذا الاهتمام يهيمن على الأبحاث بشكل متزايد. 

## أهمية النموذج الديناميكي للاستراتيجية والأداء
يشهد النقاش حول كل من التأثير النسبي لعوامل الصناعة والأعمال التجارية على الأداء وآر بي في القائمة على الإيضاحات فيما يخص الأداء المتفوق مشكلة أشد خطورة. وتتعلق هذه المشكلة تحديدًا بـ «الأداء» الذي تتوخى الإدارة تحسينه. على سبيل المثال، هل تفضل انطلاقًا من الموارد نفسها (أ) أن تجني 15 مليون دولار سنويًا لأجل غير مسمى، أم تفضل (ب) أن تجني 12 مليون دولار هذا العام، مع زيادة بمقدار 20% في السنة؟
نوّه إيديث بنروز في 1959، أي قبل نصف قرن من الزمن، بأن الربحية الفائقة (عائد المبيعات وعائد الأصول، على سبيل المثال) لم تكن محل اهتمام المستثمرين، الذين يقدّرون إمكانية زيادة التدفق النقدي مستقبلًا، وأنها غير قابلة للاستمرار مع الزمن. فالربحية ليست غير ذات أهمية كليًا، فهي تتيح رغم ذلك الاستثمار بموارد جديدة لتمكين حدوث النمو. ومنذ عهد قرب، حقق روجمان وفيربيك (2002) في آثار هذه الملاحظة على البحث في الاستراتيجية. أشار ريتشارد رومليت في (2007) إلى أهمية إحراز تقدم في مسألة إستراتيجية الديناميكيات، ووصفها بأنها ما زالت «الغاية التالية... والتي لم تُبحث ويكتب عنها وتفهم بالقدر الكافي».
والمشكلة الأساسية هي أنه من المستبعد للأدوات التي تفسر سبب قيام الشركة أ بأداء أفضل من الشركة ب في فترة زمنية محددة، أن تفسر سبب تنامي أداء الشركة ب على نحو أسرع من أداء الشركة أ.
لا يتعلق الأمر بالشواغل النظرية فحسب، بل يهم المسؤولين التنفيذيين كذلك، على سبيل المثال، يمكن للجهود التي تبذلها إدارة الشركة ب كي تجاري ربحية الشركة أ أن تقضي على قدرتها في زيادة الأرباح. ثمة مشكلة عملية أخرى، إذ لا تقدم العديد من الأطر الثابتة إرشادات تفصيلية كافية حول الاستراتيجية لتساعد في رفع الأداء. فمن المستبعد مثلًا، أن يسفر البحث الذي يحدد فرصة مناسبة ليفيد شريحة معينة من السوق بمنتجات أو خدمات معينة تنجز بطريقة خاصة، عن حلول تختلف اختلافًا جوهريًا من عام إلى آخر. رغم ذلك، لدى الإدارة الاستراتيجية الكثير من العمل من شهر إلى آخر لتضمن تطور نظام إدارة الأعمال بقوة بغية اغتنام تلك الفرصة بسرعة وحذر. لذا، فالمطلوب هو مجموعة من الأدوات التي تفسر سبل تغير الأداء بمضي الوقت، وسبل تحسين مساره المستقبلي – تُعد هذه الأدوات بمعنى آخر: النموذج الديناميكي للاستراتيجية والأداء.

## الانتقادات الموجهة لنماذج العملية الاستراتيجية الديناميكية
زعم بعض الذامّون أن هذه النماذج بالغة التعقيد مما يستعصي تعلمها. إذ لا يمكن لأحد فهم النموذج إلا إذا شاهده على أرض الواقع. بناء على ذلك، يرجح أن يكون مخطط التصنيف الخطي المؤلف من جزئين أكثر فائدة من الكتب المرجعية والمحاضرات.
توجد كذلك بعض القرارات التنفيذية التي لا تتوافق مع النموذج الديناميكي. تضم هذه القرارات تنفيذ مشاريع محددة. يكون التنفيذ في هذه الحالات تعبويًا بالكامل وروتينيًا غالبًا. يؤثر الهدف الاستراتيجي وأوجه التفاعل الديناميكية على اتخاذ القرار لكن بشكل غير مباشر. 